# Christophe Bridou
Pour les articles homonymes, voir Bridou.
Christophe Bridou est un ancien chef de la police municipale de Garges-lès-Gonesse (Val-d'Oise), qui s'est plaint en 2001 d'être victime d'homophobie. Néanmoins un non-lieu a été prononcé en 2007 après six ans de procédure.

## Biographie
Christophe Bridou affirme avoir été victime d'homophobie. Il a porté plainte pour dénonciation calomnieuse contre Nelly Olin qui était à l'époque sénatrice-maire de Garges-lès-Gonesse et ancienne ministre à la Précarité et la Solidarité sous le gouvernement Raffarin, puis ministre de l'Écologie sous le gouvernement de Villepin.
Un non-lieu est prononcé en 2007 après six ans de procédure. 
Auteur d'un livre Calomnie, sorti en septembre 2008,, dans lequel il raconte son histoire : renvoyé de son travail, séparé de ses enfants, il se retrouve à la rue et devient SDF. Il occupera un emploi de concierge d'immeuble à Paris qui lui permettra de rebondir dans l'échelle sociale. L'ouvrage Calomnie est annoncé en 2011 comme étant en cours d'adaptation pour un téléfilm pour la chaîne franco-allemande Arte[Passage à actualiser]. La scénariste en est Caroline Fourest et le réalisateur Henri Helman. Christophe tissera une forte amitié avec ces derniers en dénonçant à travers ce film, la fumisterie des magistrats et des policiers enquêteurs lors d'investigations liées à de fausses accusations en matière de pédophilie. Une justice trop dirigée par le politique.
Cette affaire fait l'objet d'une couverture de presse importante (reportages sur France 2, France 3, BFM TV, article dans L'Humanité et Rue89). Elle illustre la problématique de l'homophobie dans le milieu du travail, ainsi que l'amalgame qui est fait entre homosexualité et pédophilie.